# Illudol
Illudol ist eine organische Verbindung aus der Gruppe der Sesquiterpene, genauer der Protoilludane. Sie weist ein trizyklisches Kohlenstoffgerüst mit einem Vier-, einem Fünf- und einem Sechsring auf. Diese Verbindungen sind besonders durch ihren potentiellen Nutzen in der medizinischen Forschung und für den Pflanzenschutz von Bedeutung. Diese Stoffe, zu denen auch Illudol gehört, haben eine Vielzahl biologischer Wirkungen, darunter antimikrobielle, antimykotische und zytotoxische Eigenschaften.

## Entdeckung und Isolation
Illudol wurde 1950 erstmals aus dem Pilz Dunkler Ölbaumtrichterling (Omphalotus olearius) isoliert. Der Pilz stammt aus dem Osten Nordamerikas kommt aber auch in Deutschland vor. Neben Illudol produziert er eine Reihe weiterer Sesquiterpenoide wie Neoilludol und Illudiolon.
All diese Verbindungen spielen eine wichtige Rolle bei der chemischen Verteidigung der Pilze gegen Bakterien. Diese Eigenschaft stellt auch den evolutionsbiologischen Grund für ihr Vorkommen in diesen Pilzen dar. In den letzten Jahrzehnten wurde nicht nur Illudol aus Pilzen isoliert, sondern auch eine Vielzahl weiterer Protoilludane. Diese teilen mit dem Illudol den strukturellen Aufbau und werden ebenfalls in der medizinischen Forschung und der Pestizidentwicklung untersucht.

## Struktur
Illudol verfügt über mehrere chiralen Zentren. Fünf von ihnen liegen auf einer Reihe benachbarter Atome und zwei von ihnen (C-3 und C-10) tragen Hydroxylgruppen, deren Konfiguration von der selektiven Carbonylreduktion diktiert wird. Nach der Cahn-Ingold-Prelog-Konvention (CIP) besitzen die Atome C-3, C-4, C-9 und C-10 die (R)-Konfiguration, während C-8 als einziges Chiralitätszentrum die (S)-Konfiguration besitzt. Erstmals wurde die planare Struktur des Illudols 1967 beschrieben, während die absolute Stereochemie erst vier Jahre später (1971) dank der Röntgenkristallographie bestimmt und sogar im selben Jahr noch ein racemisches Gemisch synthetisiert werden konnte.

## Biosynthese

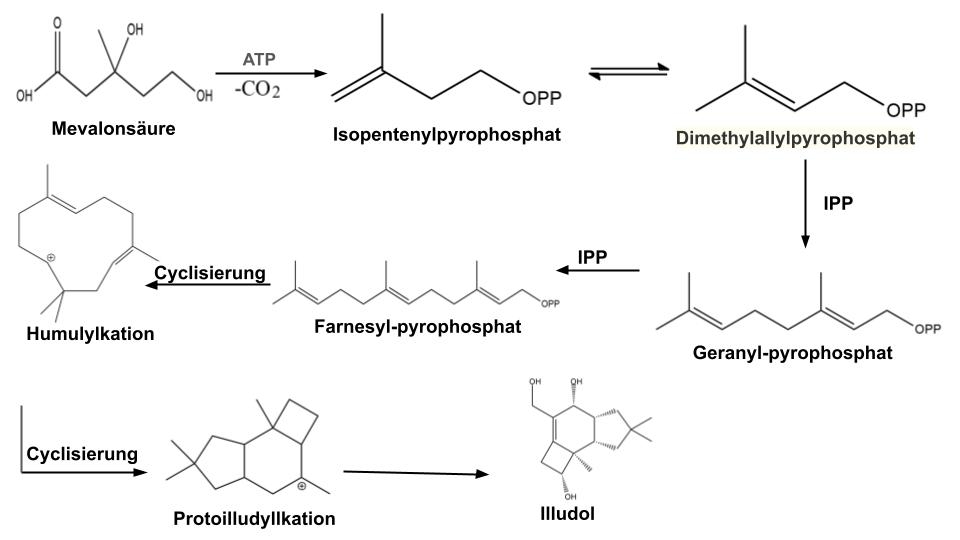
Übersicht über die Biosynthese von Illudol

Die Biosynthese nahezu aller Terpene, auch der Sesquiterpenoide, verläuft über den Mevalonatweg, der unter anderem zum Humulen führt.
Wenn Humulen an der richtigen Stelle protoniert wird, kann über den Zwischenschritt des Gemacryl-Kations durch eine weitere Cyclisierung zu einem viergliedrigen Ring ein kationischer Cyclisierungsprozess initiiert werden, der mit dem Protoilludan-Kation, dem zweiten wichtigen Zwischenprodukt, endet. Ausgehend von diesem Protoilludan-Kation können dann andere Verbindungen wie Protoilludan, Pasteurestin A oder Illudol synthetisiert werden. Im Falle des Illudols ist dafür nur eine finale Oxidation an drei verschiedenen Stellen nötig.

## Totalsynthese

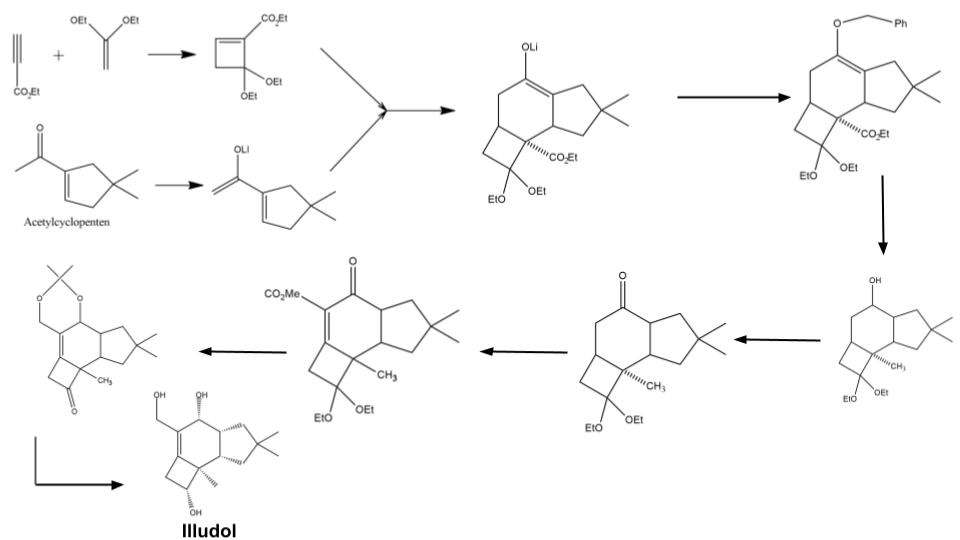
Übersicht über die Totalsynthese von Illudol

Die Totalsynthese nach Martin F. Semmelhack beginnt ausgehend von Ethylpropionat und 1,1-Diethoxyethylen, ein Molekül, welches zwei Ethoxygruppen, sowie eine C=C-Doppelbindung besitzt. Durch längeres Erhitzen am Rückfluss wird daraus ein Cyclobutenring aufgebaut. Eine weitere Komponente für einen kovergenten Schritt wird über ein Enolat-Anion aus 1-Acetyl-4,4-dimethylcyclopenten hergestellt. Dazu wird dieses zunächst mittels einer Amidbase (LiN(R)2) deprotoniert. Dieses Anion kann in vielen verschiedenen Variationen zu einem Dien umgesetzt werden, das maßgeblich an der folgenden Diels-Alder-Reaktionen beteiligt ist, die durch die Verbindung mit dem Cyclobuten zu einem sechsgliedrigen Ring führt. In der Folge wird das entstandene Zwischenprodukt erst zum Enol hydrolysiert und ergibt durch Keto-Enol-Tautomerie ein Keton.
Um die für das Illudol nötigen chemischen Gruppen noch in das bestehende Zwischenprodukt einzuführen, wird zunächst eine Reduktion der Ketogruppe zum Alkohol durchgeführt, welche anschließend mittels einer Schutzgruppe (hier: Benzylbromid) geschützt wird. Diese Reduktion bedarf den Einsatz eines Reduktionsmittels, wie Lithiumtriethylborhydrid, welches Aldehyde und Ketone, selektiv  in Gegenwart von Estern reduzieren kann. Als Nächstes werden die Ester-Gruppen zu Methylgruppen umgewandelt. Dieser Prozess beginnt mit der Reduktion der Ester zu Alkoholen unter Einsatz von Lithiumaluminiumhydrid und der anschließenden Deprotonierung der Hydroxylgruppe durch die Verwendung von Butyllithium (n-BuLi) in Tetrahydrofuran (THF) als Lösungsmittel. Darauf folgt dann die Spaltung der C=O-Bindungen mit Hilfe des Reduktionsmittels Lithiumethylamid (LiEtNH) und einer Hydrolyse zu Methylgruppen. Im nächsten Schritt werden nun die Benzylschutzgruppen durch eine Reduktion mit Lithiummetall entfernt und die Hydroxylgruppen freigelegt. Diese Hydroxylgruppen stehen nun wieder für Reaktionen zur Verfügung und werden direkt mittels einer Jones-Oxidation oxidiert.
Der nächste Schritt ist eine Deprotonierung an α-Stelle mittels Lithiumdiisopropylamid, die eine Carboxylierung einleitet, bei der ein Molekül Kohlenstoffdioxid an das Molekül addiert wird. Danach wird die Carbonsäuregruppe bei der Reaktion mit Diazomethan zu einem Methylester umgewandelt. Über mehrere Zwischenschritte folgt danach unter anderem durch Deprotonierung mittels LDA; einer oxidativen Abspaltung des bei der Deprotonierung addierten Lithiums durch das Oxidationsmittel Wasserstoffperoxid, die das nun entfernte Lithium durch eine Hydroxylgruppe ersetzt und der anschließenden Eliminierung der gerade erst addierten Hydroxylgruppe die Bildung einer  Doppelbindung.
Für den letzten Reaktionsschritt werden zunächst die beiden Hydroxylgruppen säurekatalysiert (p-Toluolsulfonsäure) mit Aceton geschützt. Es wird eine Acetal-Schutzgruppe gebildet. Nach dieser Schützung kann eine Ether-Gruppe protoniert werden, damit der Ethanol-Rest als Abgangsgruppe vom Molekül abgespalten werden kann. Aus ursprünglichen Ether-Gruppe bildet sich nun eine Keto-Gruppe, die dann im Folgeschritt beim Umsatz mit NaAl(OR)2H2 zu einer Hydroxylgruppe umgewandelt wird. Um die Totalsynthese zu beenden, muss nun nur noch die Acetal-Schutzgruppe mittels einer sauren Hydrolyse mit Salzsäure in THF entfernt werden.

## Biologische Wirkung und medizinische Aspekte
Die nützlichen Eigenschaften von Illudol bestehen in seiner antimikrobiellen und antitumoralen Aktivität. Antitumor-Eigenschaften besitzt nicht nur Illudol, sondern weisen auch einige Derivate wie z. B. Illudin-S und Illudin-M auf. Sie beruhen vor allem auf der hohen Zytotoxizität dieser Stoffe. Studien zeigten, dass 23 % der zum jetzigen Zeitpunkt isolierten Protoilludane eine zytotoxische Wirkung auf humane Krebszelllinien haben. Von diesen weisen wiederum 16 % eine moderate oder gar starke Zytotoxizität auf.
Die antimikrobielle Aktivität des Illudol wird auch bei anderen Protoilludanen beobachtet und ist dort teilweise stärker ausgeprägt. Illudol ist Gegenstand der pharmazeutischen Wirkstoffforschung.